# Lotnisko Oostmalle
Lotnisko Oostmalle – lotnisko obsługujące miejscowości Zoersel i Oostmalle, w Belgii. Obsługuje połączenia krajowe.